# 임나
임나(任那)는 고대 한반도 남부에 있던 세력을 부르는 이름이다. 임나가라(任那加羅) 혹은 임나국(任那國)이라고 언급되었는데, 구체적으로 가리키는 대상에 대해서는 여러 이견이 있다. 일본서기에 등장하여 가야 지역을 가리키는 명칭으로 추정하나, 이에 관해 의견이 분분하다.
'任'의 삼국시대 당시 한자음은 '님'이었으므로, '왕', '主'를 뜻하며 '나(那)'는 고대한국어로 '땅', '나라'를 의미하므로 임나(任那)는 '主國', '本國', '大國'을 뜻한다는 견해가 있다. 일본에서는 '미마나'라고 하는데, 'nimna > nimana> mimana'로 변화했다는 주장이다. 이와 관련하여 발음이 비슷한 미오야마국(彌烏邪馬國)을 임나로 비정하기도 한다. '南'은 '任'이라는 중국 사서들의 기록들을 근거로 임나를 남가라(금관국)으로 비정하는 견해도 있다.

## 사료

### 일본서기
임나가 주로 등장하는 사료는 《일본서기》이다. 일본서기에서는 기원전 33년에 임나국의 소나갈질지(蘇那曷叱智)가 일본을 방문했다는 기사가 실려 있는데, 여기서 임나국의 위치를 축자국에서 이천리, 북으로는 바다를 사이에 두고 신라의 서남쪽에 위치한 것으로 설명한다. 같은 기사의 주석에서 쓰누가아라시토와 임나의 어원, 신라와의 관계가 틀어진 경위 등을 전한다.
이후 오진 천황때인 276년에 고구려, 백제, 신라와 함께 일본을 방문했다는 기사가 나타나는데 당시의 한반도 관련 기사는 대거 이주갑인상하여 약 396년으로 보는 것이 일반적이다. 294년 기록에서는 전지왕의 사망과 구이신왕의 즉위 기사를 담는데, 여기서 《백제기》를 인용하며 목만치가 임나에 있다가 온 것으로 적는다.

임나는 463년에 일본서기에 다시 등장한다. 이후 일본부(日本部)라는 것이 등장하여 임나일본부설의 논거로 사용되고, 임나 4현의 위치도 주목된다. 512년 전후로 탁기탄, 남가라, 탁순국이 신라의 침입을 받아 멸망하고, 이후 신라의 침입을 계속적으로 받다가 562년에 신라에 의해 완전히 멸망되었다고 기록되었다. 일본서기에 기록된 멸망기사는 아래와 같다.
긴메이 천황 23년(562년) 봄 정월에 신라가 임나관가를 공격하여 멸망시켰다. [어떤 책에서는 21년(559년)에 임나가 멸망하였다고 한다. 통틀어 말하면 임나인데, 개별적으로 말하면 가라국(加羅國), 안라국(安羅國), 사이기국(斯二岐國), 다라국(多羅國), 졸마국(卒麻國), 고차국(古嵯國), 자타국(子他國), 산반하국(散半下國), 걸손국(乞飡國), 임례국(稔禮國) 등 모두 열 나라이다.].

### 한국 사서

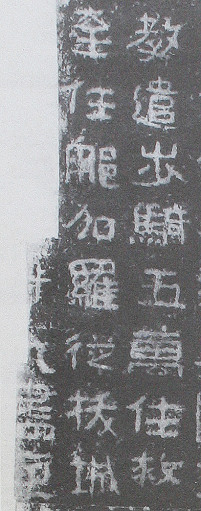
광개토대왕릉비의 탁본.

한국의 사서에서는 임나가 잘 나타나지 않는다. 다만 광개토대왕릉비, 삼국사기, 창원 봉림사지 진경대사탑비에 임나가 한번씩 나타난다. 광개토대왕릉비에는 '임나가라'의 종발성까지 고구려군이 진격했다고 적고 있고, 삼국사기에서는 강수(强首)가 임나가량의 출신이라고 적고 있으며, 진경대사탑비에서는 심희의 선조인 흥무대왕의 선조가 임나의 왕족이고 김씨이며 초발의 신성한 후예라고 적는다.

일본서기의 임나 멸망 기사의 경우 같은 해인 562년에 삼국사기 신라본기, 사다함 열전에서 이사부와 사다함이 가야를 정벌한 기사가 적혀있다.
〔진흥왕 23년(562)〕 9월에 가야(加耶)가 배반하였으므로 왕이 명하여 이사부(異斯夫)에게 토벌하게 하고, 사다함(斯多含)에게 그를 보좌하도록 하였다. 사다함이 5,000명의 기병(騎兵)을 거느리고 먼저 전단문(栴檀門)으로 달려 들어가 흰색 깃발을 세우니, 성 안의 사람들이 두려워 어찌할 바를 몰랐다. 이사부가 군사를 이끌고 다다르자, 일시에 모두 항복하였다.

### 중국 사서
중국 사서에서는 임나가 독립적인 존재로 나타나지 않는다. 왜5왕이 중국에 제수를 받을때 왜왕과 더불어 관직명에 임나를 요구하고 수용되는 기록이 실려있다. 또한, 《한원》에서는 가라임나가 신라에 멸망하여 그 땅이 나라의 남쪽 7-800리에 있다고 적혀있다.

## 가설

### 구야국 설
'임나'라는 용어가 좁은 의미와 확장된 의미로 각각 사용되었다고 보기도 한다. 좁은 의미에서는 금관국(현대의 경상남도 김해시)을 가리킨다. 다나카 도시아키와 구마가이 기미오는 『일본서기』 게이타이 천황 23년 4월 조에 임나를 구성하는 4개의 읍 중 하나로 '금관촌' 혹은' 수나라'가 등장하는 점에서, "금관"이라는 국명은 원래 그 나라의 중심지였던 읍의 이름에서 유래했다고 주장한다. 이들은 본래 "임나"라고 불리는 읍에 중심지가 있었으나, 400년경 광개토대왕에 의한 침공으로 인해 본래의 중심지였던 "임나"를 잃고 금관으로 중심지를 옮기면서 국명도 "금관"으로 변경되었지만, 일본 측에서는 여전히 옛 이름인 "임나"를 사용했다고 설명한다.
한국과 중국의 사료를 해석할 때 이 용법이 많이 사용되지만, 『일본서기』에서는 532년에 금관국이 신라에 정복된 후에도 그 외 지역은 여전히 임나라고 불렸기 때문에 『일본서기』에서의 용법은 후술할 넓은 의미의 임나에 해당한다.

### 가야제국 설
넓은 의미에서는 《삼국지》에 등장하는 변한의 정치체인 구야국(狗邪國)에 해당하는 금관가야를 중심으로 하는 가야제국을 가리키는 말로 보기도 한다. 일본서기에는 임나와 축자국(築紫國)의 거리가 이천여리라 하였는데 축자국과 가야(김해) 지역의 거리가 대략 이천여리라는 것이다. 광개토대왕릉비에 나오는 '임나가라(任那加羅)'라는 표현을 근거로 임나는 곧 가라(가야)라고 보기도 한다. 또한 봉림사진경대사보월능공탑비(鳳林寺眞鏡大師寶月凌空塔碑)의 내용을 근거로 흥무대왕(김유신)을 임나왕족이라 보고 금관가야가 곧 임나라고 판단한다. 혹은 임나를 대가야(합천)로 비정하기도 한다. 임나를 가야와 동일시하여 한반도 내에 위치했다고 보는 것은 임나일본부설의 핵심 논거로 사용되었다.
하지만 임나와 가야는 별개의 용어라는 주장도 있다. 어느 역사서에도 임나를 가라의 별칭이라 언급되어 있지 않다는 점에서, 임나가라의 가라는 나라(國)를 가리키는 일반명사일 가능성이 크다는 주장이다. 봉림사진경대사보월능공탑비에 쓰인 심희의 일대기에 근거한 서로 다른 해석도 존재한다.
일본서기에서는 임나를 여러 나라를 합쳐 부르는 말로 사용하기도 하였다는 해석도 있다. 공교롭게도 일본서기가 임나의 멸망을 기록한 562년에 삼국사기에서는 가야가 신라를 배반하여 왕이 이사부로 하여금 토벌케 하였다고 기록한다. 만약 두 사건이 동일하다면 가야와 임나 모두 특정 지역의 국가집단을 지칭하는 말로 사용되었으리라 추측할 수 있다.

### 대마도 설
세계환단학회에 소속되었던 인하대학교 융합고고학과 남창희 교수는 임나를 대마도에 비정하였다. 또한 부산대학교 이병선 교수 역시 환단고기 등을 근거로 임나가 대마도에 있었다고 보았다. 그러나 이러한 주장들은 주류사학계에서 부정된다.

## 임나일본부
일본의 사학계에서는 왜국이 한반도 남부에 진출했으며 임나는 왜의 영토였다고 본다. 영산강 유역 등 한반도 남부에서 발견된 5-6세기의 전방후원분(장고분)과 더불어 발굴된 왜계 특징들(하니와, 주칠된 석실, 비취 곡옥) 등을 고고학적 근거로 한반도 서남부 일대에 왜인들이 진출해있었다고 보며, 이들 무덤의 피장자를 야마토 정권에 복속된 지방 호족으로 해석한다. 요시다 타카시(吉田孝)는 "임나"는 고구려, 신라에 대항하기 위해 백제와 왜국(야마토 왕권)이 결합한 임나 가라(금관국)를 중심으로 한 소국 연합이며, 가야 지역과 일치하지 않는다고 주장했다. 또한 왜국이 설치한 군사 외교 기관을 후대에 "임나 일본부"라고 불렀으며, 백제에 할양된 4현은 왜인이 이주한 지역이었고, 532년 임나 가라가 멸망한 후에는 안라로 군사 기관을 옮겼으나, 562년 대가라의 멸망으로 거점을 잃었다고 주장했다.
또한 삼국지를 근거로 중국이 3세기에는 왜가 변진과 접하고 있었다고 인식하던 것이 5세기 후반과 6세기에는 바뀌었는데 왜의 한반도에서의 철수와 가라 제국의 자립으로 인한 것이었다고 해석한다. 이러한 해석은 주로 "왜와 접했다(接)"는 문장에 기인하는 것으로 육지에 경계가 있었다는 것이다.
한국에서는 한반도 남부에 왜인이 있었더라도 그들이 통치권을 가지고 호족으로서 군림했다고 보지는 않는다. 한반도 서남부에서는 마한의 독자적 묘제가 발달하였으며, 전방후원분이 한 세대에만 걸쳐 끝나는 것을 두고 이와이의 난 등으로 인해 대피한 북규슈 유력자의 묘라고 해석하기도 한다.

## 같이 보기
- 금관가야
- 대가야
- 임나일본부설